# Tooraweenah
Tooraweenah är en ort i Australien. Den ligger i kommunen Gilgandra och delstaten New South Wales, i den sydöstra delen av landet, omkring 350 kilometer nordväst om delstatshuvudstaden Sydney.
Trakten runt Tooraweenah är nära nog obefolkad, med mindre än två invånare per kvadratkilometer.. Tooraweenah är det största samhället i trakten. 
Trakten runt Tooraweenah består till största delen av jordbruksmark.  Genomsnittlig årsnederbörd är 592 millimeter. Den regnigaste månaden är februari, med i genomsnitt 113 mm nederbörd, och den torraste är oktober, med 2 mm nederbörd.